# Ajoarriero

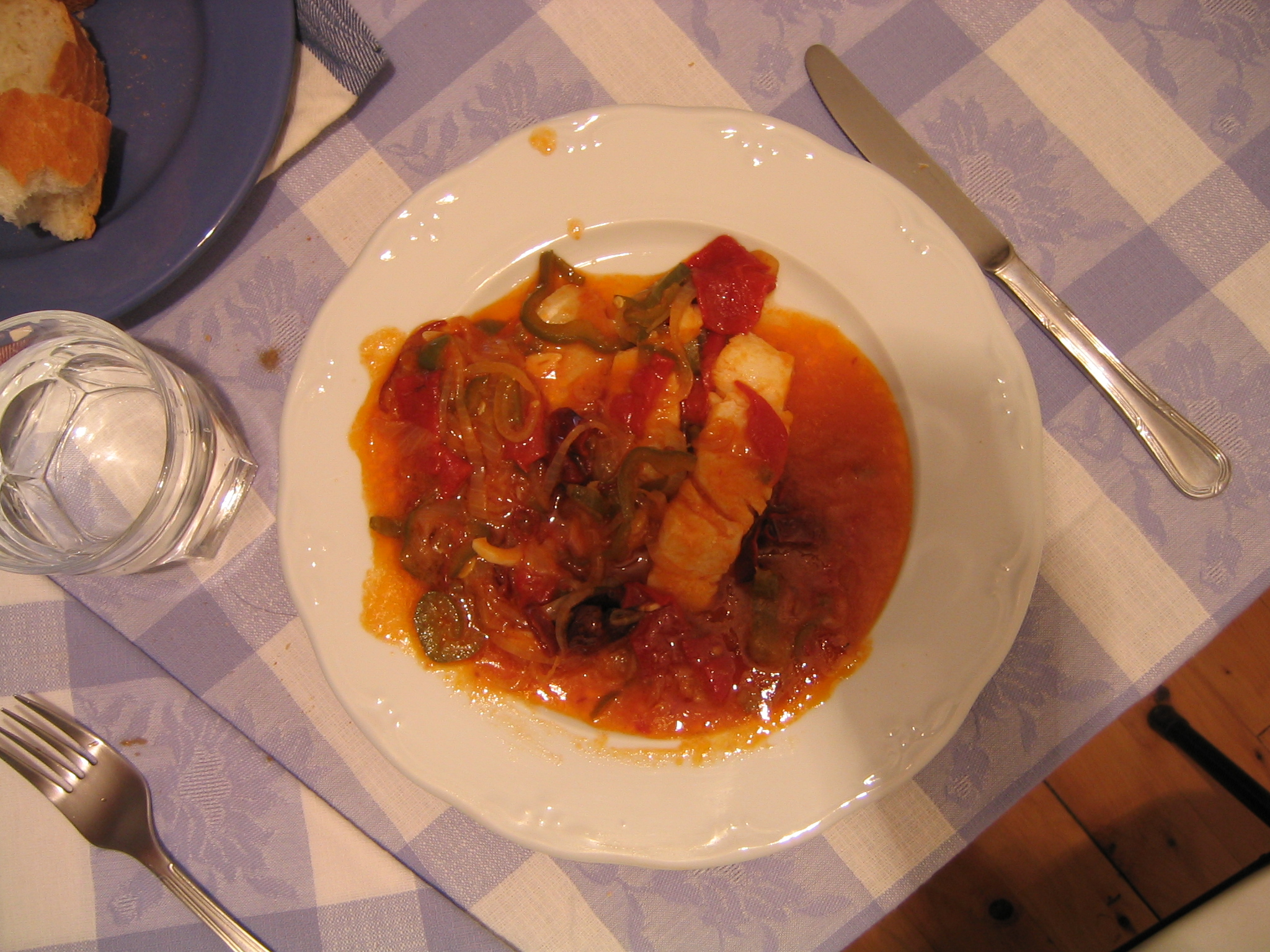
Plat de bacallà al ajoarriero.

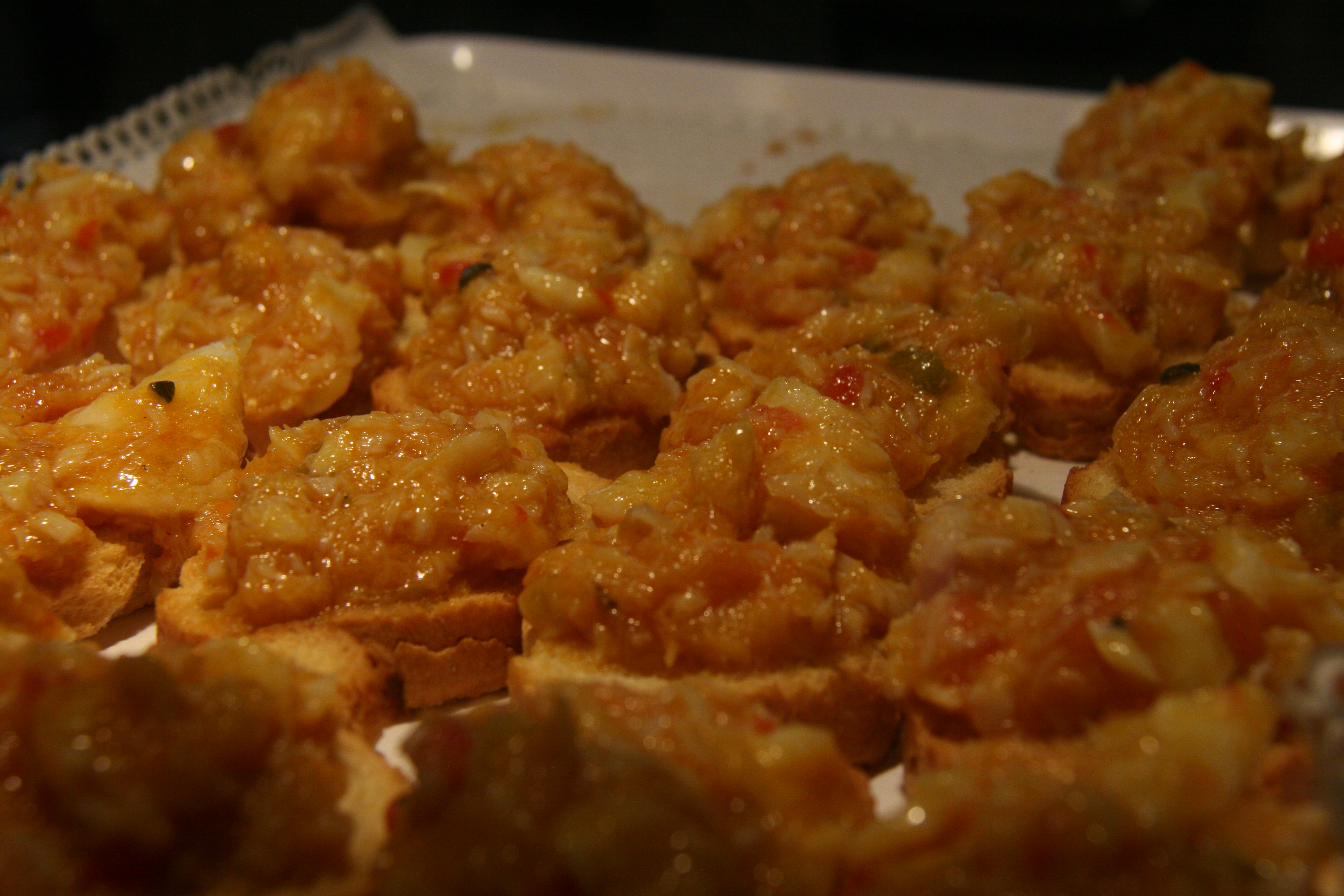
Detall de l'all arriero.

L'ajoarriero és una pasta típica d'Aragó, Navarra, Conca, Castella i Lleó, País Basc i la comarca Requena-Utiel elaborada amb patates, all, ou i oli. Tots els ingredients s'aixafen en un morter i la pasta resultant s'utilitza en diversos plats, especialment de peix. Un dels més coneguts és el bacallà al ajoarriero.

## Preparació
Es barregen tots els ingredients, l'all, el puré de patates, el pebre vermell dolç (en determinades regions) i l'oli d'oliva (també es pot qualsevol altre oli vegetal), en un morter i s'aixafen fins a obtenir una pasta homogènia. També se sol afegir suc de llimona perquè tingui un lleuger gust àcid molt adient per la carns a la brasa. La seva textura permet que pugui substituir l'allioli.

## Origen
Es creu que el seu origen prové dels traginers (en castellà arrieros) que l'utilitzaven com a mètode de conservació dels aliments durant els llargs trajectes i pels mesos d'estiu. A poc a poc, la preparació es va introduir als hostals on els traginers pernoctaven i des d'aquí va arribar a la gastronomia popular. Actualment, aquest plat es considera de qualitat. L'origen geogràfic és molt controvertit, el reclamen com a seu el territori aragonès, navarrès, castellà i basc.

## Usos
S'utilitza en diverses preparacions culinàries. Una de les receptes més conegudes és la del bacallà al ajoarriero. També s'empra per a realitzar carbassons farcits d'ajoarriero, canelons de bacallà ajoarriero, ajoarriero amb llagosta, etc. Actualment es sol servir amb torrades o bé com a tapa.